# 八方台
八方台（はっぽうだい）は、新潟県長岡市栖吉町の東山の山頂にある展望台である。

## 概要
八方台は、新潟県長岡市栖吉町の長岡東山山本山県立自然公園に属する標高約600mの東山の山頂にある展望台である。展望台からは長岡市の市街地や越後平野を眼下に見下ろすことができるほか、魚沼連峰、日本海、佐渡島などを望むことができる。夜は夜景を望むことができる。
周辺には1973年（昭和48年）に、芝生広場やわんぱく広場、湿生植物園、炊事場などからなる「八方台県民いこいの森」がオープンした。それと前後して一帯には遊歩道が整備された。
かつては八方台休暇センターが設置されていたが、廃止され跡地は更地となっている。

## 所在地
新潟県長岡市栖吉町8547-38

## 沿革
- 1962年（昭和37年） - 東山山頂に国民年金宿舎「八方台休暇センター」完成[4]。
- 2002年（平成14年） - 八方台休暇センターが廃止[5]

## 交通アクセス
車で、JR長岡駅から約30分、関越自動車道長岡ICから約50分、駐車場あり、バスで栖吉バス停から徒歩2時間。
降雪期は道路の除雪が行われないので、アクセスすることができない。
休暇センター前に乗り入れる定期バスが運行されていた時期もあった。